# Landerneau
Landerneau (bretonsko Landerne) je naselje in občina v severozahodnem francoskem departmaju Finistère regije Bretanje. Naselje je leta 2008 imelo 14.999 prebivalcev.

## Geografija
Kraj leži v pokrajini Pays de Léon ob reki Élorn, 21 km severovzhodno od središča Bresta.

## Uprava
Landerneau je sedež istoimenskega kantona, v katerega so poleg njegove vključene še občine Dirinon / Dirinonn, La Forest-Landerneau /ar Forest-Landerne, Pencran / Penn-ar-c'hrann, Plouédern / Plouedern, Saint-Divy / Sant-Divi, Saint-Thonan / Sant-Tonan in Trémaouézan / Tremaouezan s 25.032 prebivalci.
Kanton Landerneau je sestavni del okrožja Brest.

## Zanimivosti
- nekdanji kapucinski samostan,
- nekdanji uršulinski samostan,
- cerkev sv. Houardona, škofa Léona,
- Le château de Chef-du-Bois,
- cerkev sv. Tomaža Becketa, škofa Canteburyjskega,
- most Pont de Rohan,
- ruševine cerkve sv. Konogana, Beuzit-Conogan.

## Pobratena mesta
- Caernarfon (Wales, Združeno kraljestvo),
- Hünfeld (Hessen, Nemčija).